# 巴瑟斯特岛

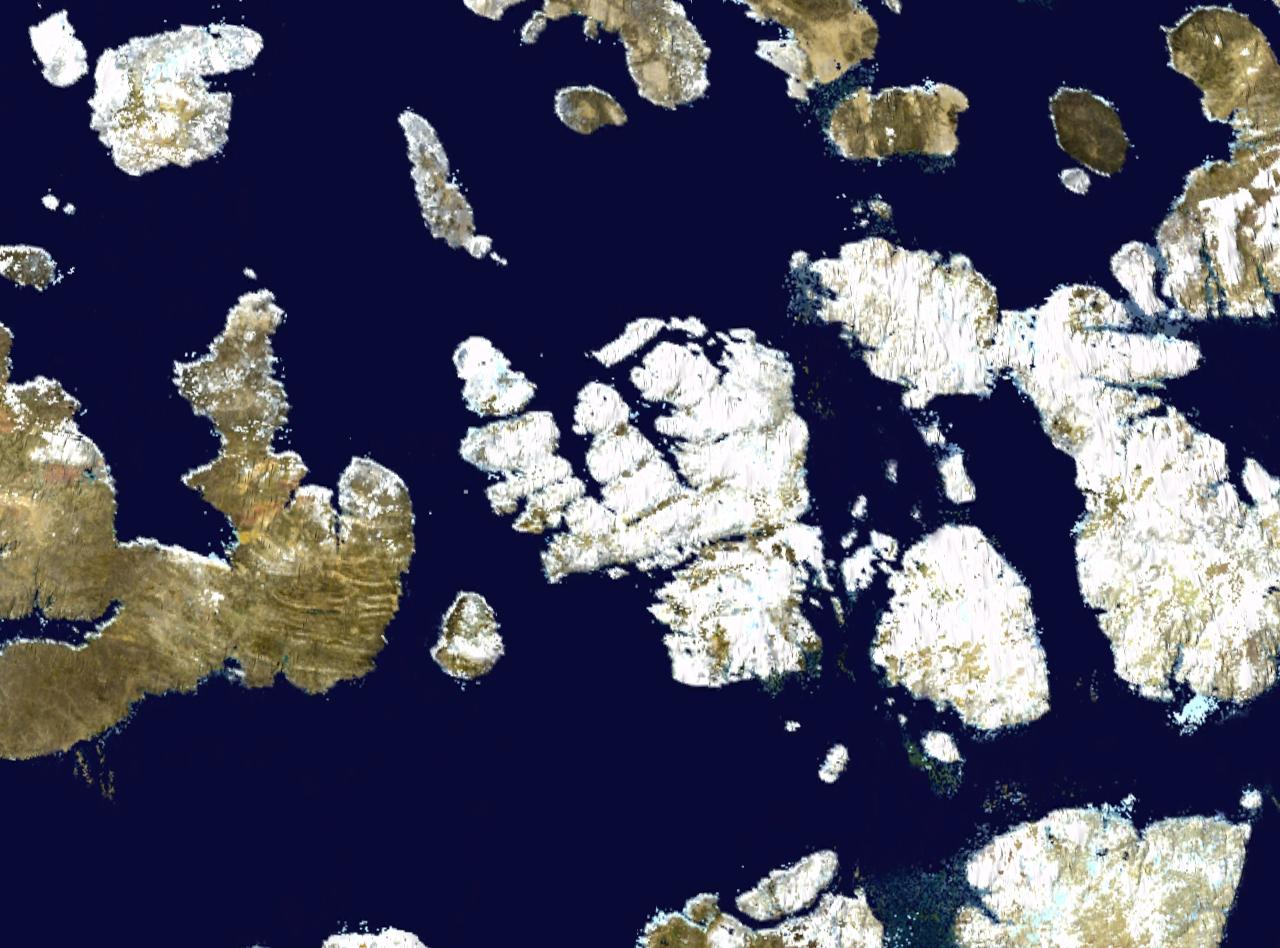
位於本圖正中央

巴瑟斯特岛（英語：Bathurst Island）是加拿大北极群岛中的一个岛屿，隶属加拿大努纳武特领地。该岛总面积为16,042平方（6,194平方英里），为世界第54大岛，加拿大第13大岛。该岛无常驻居民。该岛海拔很低，只有部分地区海拔高于330（1,080英尺），最高海拔412（1,352英尺）。地磁北极曾在1960年代位于该岛。